# Der Teufel kam aus Akasava
Der Teufel kam aus Akasava ist ein deutsch-spanischer Abenteuerfilm (span. Titel: El diablo que vino de Akasawa) und der 35. Edgar-Wallace-Film der Nachkriegszeit. Er basiert auf Motiven der Kurzgeschichte „Die Hüter des Steins“ (Originaltitel: Keepers of the Stone) aus dem Roman: „Sanders vom Strom“ (Originaltitel: „Sanders of the River“) von Edgar Wallace. Der Film wurde vom 3. August bis 9. September 1970 in Portugal, Spanien und West-Berlin gedreht. Der zweite und letzte Edgar-Wallace-Film, den die CCC-Film produzierte, startete am 5. März 1971 in den deutschen Kinos. In Spanien wurde der Film erst 1974 veröffentlicht.

## Handlung
Der Assistent von Professor Forrester findet im Dschungel von Akasava einen geheimnisvollen Stein mit bisher ungekannter Strahlungskraft. Der Assistent wird von einem Unbekannten angeschossen, kann sich aber retten und dem Professor den Stein in einem Koffer übergeben. Forrester macht sich auf den Weg zu Dr. Thorrsen, um Hilfe zu holen. Inzwischen taucht im Haus des Professors abermals ein Unbekannter auf, der den Stein stiehlt und mit dessen Strahlung den Assistenten tötet. Dr. Thorssen und seine Frau Ingrid, die Forrester gefolgt sind, sagen bei der Polizei aus, dass Forrester verschwunden sei und dass dessen Assistent einen Schlaganfall erlitten habe.
Als im Londoner Büro von Professor Forrester ein Geheimagent erstochen wird und Sir Kingsley, ein Studienkollege Forresters, Sir John (hier: Sir Philipp) um Klärung des mysteriösen Falles bittet, schickt der Scotland-Yard-Chef die Agentin Jane nach Akasava. Dort trifft Jane auf Rex Forrester, den Neffen des Professors, der auf der Suche nach seinem Onkel ist und von einem gewissen Tino Celli erwartet wird, der vorgibt, ein alter Freund des Professors zu sein. Jane tarnt sich als Tänzerin und Frau des britischen Konsuls Irving Lambert.
Rex hat Bekanntschaft mit Dr. Thorssen und dessen Frau Ingrid gemacht. Der Arzt behauptet, dass Forrester vermutlich ermordet worden sei. Kriminelle Banden wollten in den Besitz eines Steines kommen, mit dessen Kraft man Gold herstellen könne. Da wird Rex, der nicht weiß, dass Thorssen den Stein besitzt, im Garten der Klinik angeschossen und am Bein verletzt. Irving Lambert und Tino Celli, der Angehöriger des italienischen Geheimdienstes ist, durchsuchen wenig später die Villa der Thorssens und werden ermordet.
Dr. Thorssen schmuggelt den Stein im Gipsbein des ahnungslosen Rex nach London. Ingrid Thorssen begleitet ihn dort zur Klinik von Dr. Henry, wo auch Sir Kingsley behandelt wird. Jane, die sich ebenfalls wieder in London befindet, bringt in Erfahrung, dass es sich bei Rex um einen Beamten von Scotland Yard handelt. Nachdem sich ein Teil der skrupellosen und gierigen Verbrecher gegenseitig umgebracht hat, können Rex und Jane die eigentlichen Drahtzieher der Verbrechen stellen.

## Kritiken
„Spannung ist vom ersten bis zum letzten Meter reichlich vorhanden, aber auch Verwirrung und Unlogik. Einzig und allein bei Blandine Ebinger ist etwas vom Edgar-Wallace-Stil zu spüren.“

„Spannungsloser, unlogischer Krimi, der sich durch das Sexualleben der Agenten interessant machen will. Zusammen mit der Missachtung menschlichen Lebens bleibt ein negativer Gesamteindruck.“

„Trashiges aus den 70ern, ein wenig nackte Haut, wirre Schnitte, unlogische Handlung – man hätte aus der Story mehr machen können.“

„Spannungsarmer Krimi nach Motiven von Edgar Wallace, der sich durch sexuelle Aktionen seiner Helden vergeblich interessant zu machen versucht.“

## Deutsche Fassung / Synchronisation
Mit Ausnahme von Horst Tappert und Siegfried Schürenberg wurden alle deutschen Darsteller in diesem Film von anderen Schauspielern synchronisiert. Die Synchronsprecher:
- Fred Williams: Christian Brückner
- Soledad Miranda: Renate Küster
- Ewa Strömberg: Almut Eggert
- Walter Rilla: Konrad Wagner
- Blandine Ebinger: Tina Eilers
- Paul Muller: Gerd Martienzen
- Alberto Dalbés: Michael Chevalier
- Jess Franco: Gerd Duwner
- Ángel Menéndez: Heinz Petruo
- Rudolph Hertzog jr.: Klaus Jepsen

## Sonstiges
- Nach „Der Fluch der gelben Schlange“ (1962/63) war dies der zweite und letzte Edgar-Wallace-Film, den Artur Brauner produzierte. Zum letzten Mal fanden Innenaufnahmen für einen Film der Serie im Studio von Brauners CCC-Film statt. Dieses diente vorher auch als Drehort für zahlreiche Wallace-Filme der Rialto Film.
- Nach dreijähriger Pause spielte Siegfried Schürenberg wieder den Scotland-Yard-Chef, der in diesem Film jedoch nicht: Sir John, sondern: Sir Philipp heißt.
- Nach vier Filmen nahm Horst Tappert Abschied von der Edgar-Wallace-Reihe. Auch Walter Rilla und Ewa Strömberg (ebenfalls jeweils vier Wallace-Filme) waren hier zum letzten Mal in einem Film der Serie zu sehen.
- Der Soundtrack des Films stammt ursprünglich von der Langspielplatte „Sexadelic Dance Party“. Die Musik der LP fand auch in den Filmen „Vampyros Lesbos – Erbin des Dracula“ und „Sie tötete in Ekstase“ (beide 1970/71) Verwendung. In Quentin Tarantinos Film „Jackie Brown“ (1997) ist ebenfalls ein Titel dieser Platte zu hören.
- Neben „Der Rächer“ (1960) war dies der einzige Edgar-Wallace-Film der 1960er Jahre, der nicht von Constantin Film bzw. deren Tochterunternehmen Prisma verliehen wurde.
- Nach Kürzung von zwei Mordszenen wurde der Film von der FSK ab 16 Jahren freigegeben.
- In der Bundesrepublik wurde der Film von 300 000 Besuchern gesehen.